# Hypercompe bahiaensis
Hypercompe bahiaensis är en fjärilsart som beskrevs av Charles Oberthür 1881. Hypercompe bahiaensis ingår i släktet Hypercompe och familjen björnspinnare. Inga underarter finns listade i Catalogue of Life.